# Ponteranica
Ponteranica – miejscowość i gmina we Włoszech, w regionie Lombardia, w prowincji Bergamo.
Według danych na styczeń 2009 gminę zamieszkiwało 6806 osób przy gęstości zaludnienia 820 os./1 km².